# حماس صفصافي الورق
حَمَاس صفصافي الورق شجرة غابات مطيرة أسترالية في فصيلة بروطية. توجد في الغابات المطيرة الأكثر دفئًا على الساحل والسلاسل. غالبًا ما توجد في الغابات المطيرة الدافئة المعتدلة في التربة الرسوبية الفقيرة، أو في التربة البركانية التي يزيد ارتفاعها عن 750 متر (2,460 قدم) فوق مستوى سطح البحر. وصفه عالم النبات رُبَرْت برَون في عام 1810.

## وصف

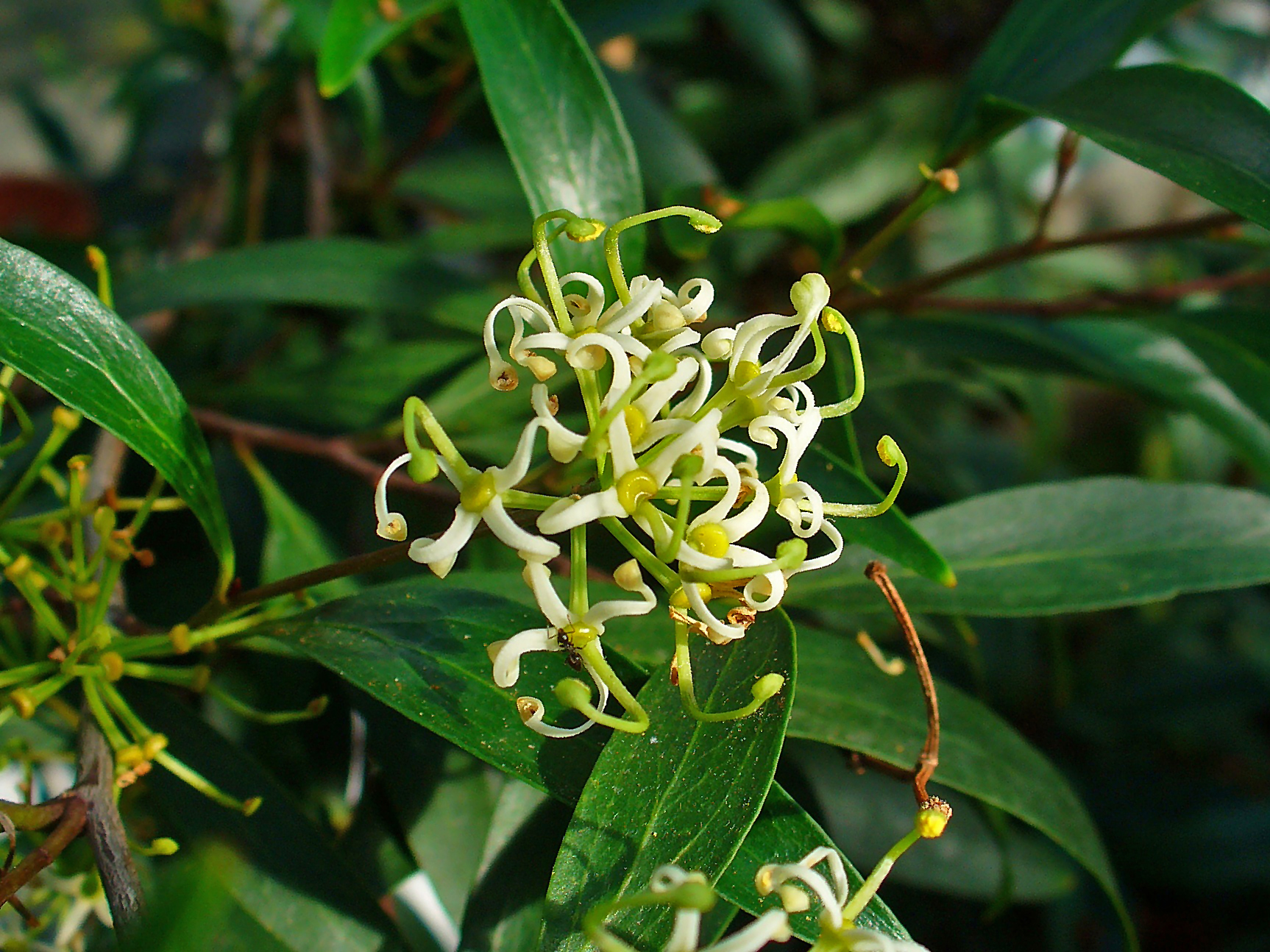
الازهار

ساقه فرعاء تعلو من مترين إلى ثلاثة أمتار. أوراقه أبيدة سنانية النصل كأوراق الصفصاف تطول من خمسة إلى عشرة سم. ازهراره صيواني التجميع. أزهاره إلى الخضار المشوب بالأصفر.

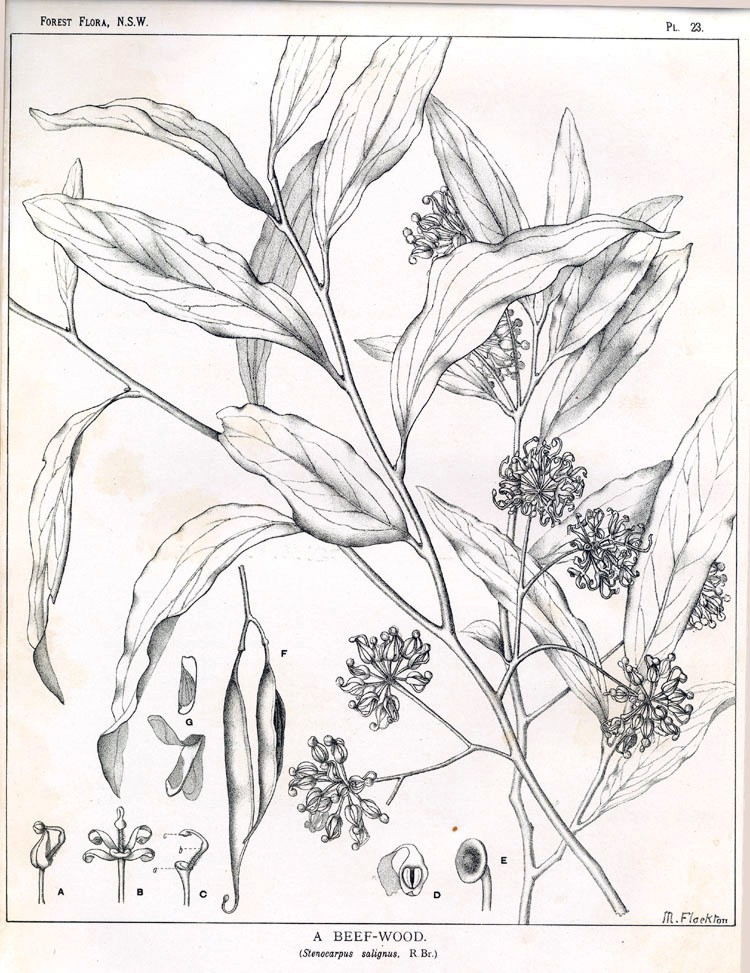